# Régions du Nunavut
Les régions du Nunavut servent de division de recensement au Nunavut au Canada. Bien que les régions n'aient pas de gouvernements autonomes, les services du territoire du Nunavut sont largement décentralisés au niveau régional. La région de Qikiqtaaluk, aussi appelée Baffin, est la plus grande du Canada tandis que la région de Kitikmeot est la seconde région la moins densément peuplée. Statistiques Canada utilise le nom de Baffin pour la région de Qikiqtaaluk et de Keewatin pour celle de Kivalliq. La division en districts qui existaient depuis 1876 dans les Territoires du Nord-Ouest a été abolie lors de la création du Nunavut.
| Région                            | Kitikmeot                    | Kivalliq                   | Qikiqtaaluk |
| --------------------------------- | ---------------------------- | -------------------------- | ----------- |
| Code postal                       | X0B                          | X0C                        | X0A         |
| Nom de la division de recensement | Kitikmeot                    | Keewatin                   | Baffin      |
| Siège régional                    | Ikaluktutiak (Cambridge Bay) | Rankin Inlet (Kangiqliniq) | Iqaluit     |
| Superficie (km2)                  | 446 728                      | 445 109                    | 1 040 418   |
| Population (2006)                 | 5 361                        | 8 348                      | 15 765      |
| Densité (hab/km2)                 | 0,012                        | 0,019                      | 0,015       |
| Carte                             |                              |                            |             |